# 도균
도균(본명 : 이도균, 1976년 10월 15일 ~ )은 대한민국의 배우이다.

## 학력
- 동국대학교 문화예술대학원 연극예술학과

## 출연작

### 영화
- 《이공삼칠》  (2022년) - 고참 형사 역
- 《노르웨이의 숲》 (2010년) - 재훈 역
- 《슬리핑 뷰티》 (2008년) - 상담원 역
- 《마을금고 연쇄습격사건》 (2007년) - 경찰 2 역

### 드라마
- 《순결한 당신》 (2008년, SBS)
- 《태왕사신기》 (2007년, MBC)
- 《상두야, 학교가자》 (2003년, KBS2)

## 수상
- 2024년 제6회 광주광역시 창작 희곡 공모전 대상
- 2010년 창원국제공연예술축제 연기대상
- 2006년 월간 문학21 희곡부문 신인상